# William Foege
William Herbert Foege (nascido em 12 de março de 1936) é um médico e epidemiologista norte-americano a quem se atribui "a concepção da estratégia global que levou à erradicação da varíola no final dos anos 1970". De maio de 1977 a 1983, Foege atuou como Diretor dos Centros de Controle e Prevenção de Doenças.
Foege também desempenhou um papel central nos esforços para aumentar as taxas de imunização nos países em desenvolvimento na década de 1980.
Em junho de 2011, ele escreveu House on Fire: The Fight to Erradicate Smallpox, um livro sobre ciência moderna, medicina e saúde pública sobre a doença da varíola.
Em 2012, ele recebeu a Medalha Presidencial da Liberdade.
Em 23 de setembro de 2020, ele enviou uma carta privada ao Diretor do Centro de Controle e Prevenção de Doenças, Robert R. Redfield, instando-o a reconhecer por escrito que o CDC havia respondido mal ao COVID-19 e a definir um novo curso de como o CDC lideraria a resposta dos Estados Unidos, chamando a abordagem da Casa Branca de "desastrosa".

## Juventude
Foege nasceu em 12 de março de 1936 em Decorah, Iowa. Ele foi o terceiro de seis filhos de William A. Foege, um ministro luterano, e Anne Erika Foege. A família morou em Eldorado, Iowa, no condado de Fayette, começando em 1936 e mudou-se para Chewelah, Washington, em 1945.

## Educação
Foege recebeu um bacharelado da Pacific Lutheran University em 1957. Ele frequentou a escola de medicina na Universidade de Washington, onde se interessou por saúde pública enquanto trabalhava "depois da escola e aos sábados" no Departamento de Saúde do Condado de Seattle-King. Depois de receber seu diploma de medicina em 1961, ele completou um estágio no hospital do Serviço de Saúde Pública dos Estados Unidos em Staten Island em 1961–1962.

## Erradicação da varíola

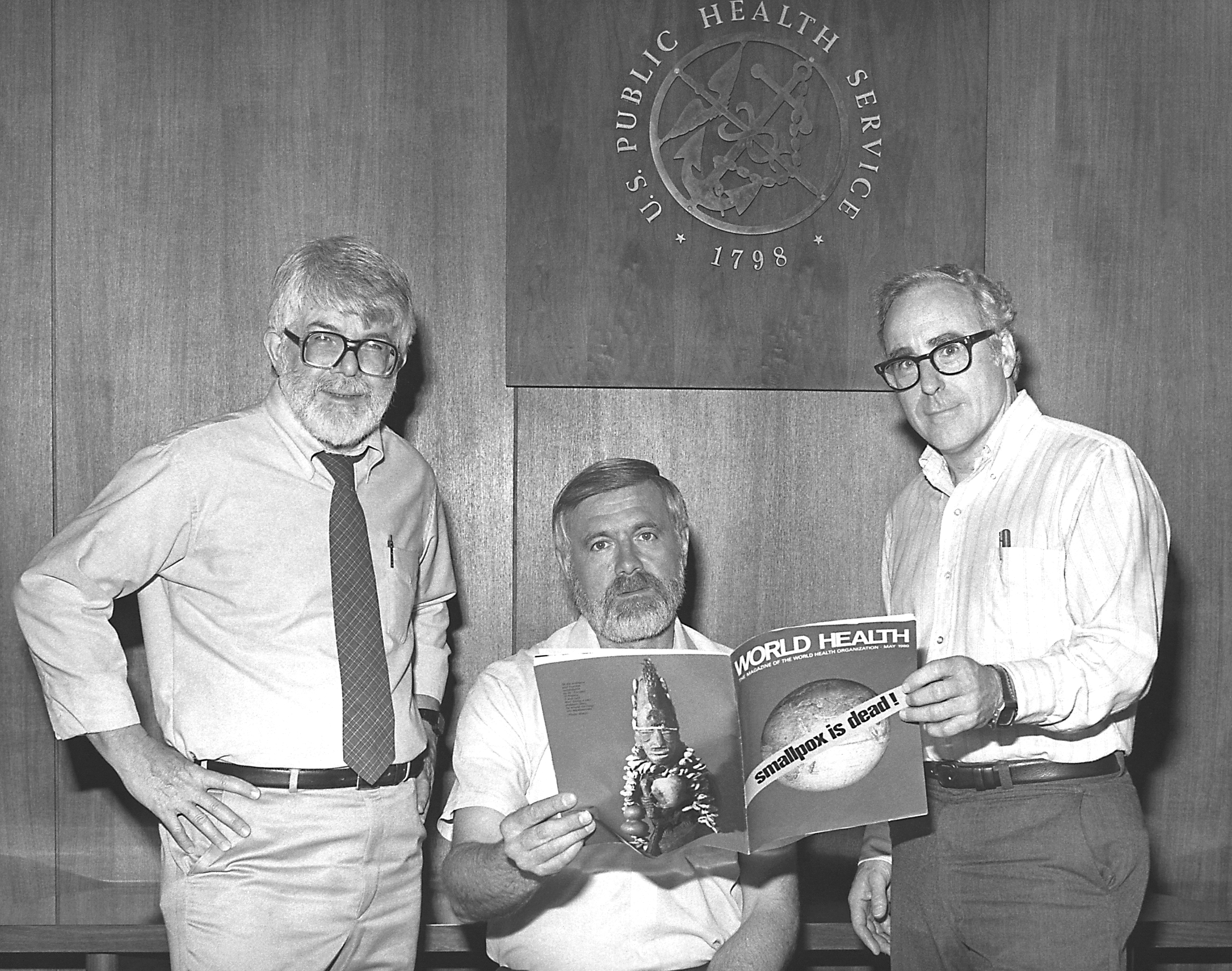
Diretores do Programa de Erradicação da Varíola (1980)

Enquanto trabalhava para os Centros de Controle de Doenças na África como Chefe do Programa de Erradicação da Varíola, Bill Foege desenvolveu uma estratégia de vigilância e “vacinação em anel” altamente bem-sucedida para conter a propagação da varíola. Isso reduziu muito o número de vacinações necessárias, garantindo que os recursos limitados disponíveis fossem suficientes para fazer da varíola a primeira doença infecciosa a ser erradicada na história da humanidade.
Por seus esforços para erradicar a varíola, Foege foi o co-vencedor do Prêmio Futuro da Vida 2020, juntamente com Viktor Jdanov. “Estamos todos em dívida com Bill Foege e Viktor Zhdanov por suas contribuições críticas para a erradicação da varíola, que demonstrou o imenso valor da ciência e da colaboração internacional no combate às doenças”, disse António Guterres, Secretário-Geral das Nações Unidas. O Dr. William MacAskill escreveu "A varíola foi uma das piores doenças que já se abateram sobre a raça humana, e sua erradicação é uma das maiores conquistas da humanidade. Bill Foege e Viktor Zhdanov devem ser celebrados por suas contribuições e devem nos inspirar hoje a tomar medidas eficazes para resolver os problemas mais urgentes do mundo." Em consideração às conquistas de Zhdanov e Foege, Bill Gates acrescentou: "Eles (Viktor e Bill) são exemplos fenomenais do que significa aproveitar a ciência para a saúde global".

## Carreira
A pesquisa de Foege inclui sobrevivência e desenvolvimento infantil, prevenção de lesões, medicina preventiva e liderança em saúde pública - especialmente no mundo em desenvolvimento. Ele é um forte defensor da erradicação e controle de doenças e tem desempenhado um papel ativo na erradicação da dracunculíase, poliomielite e sarampo, e na eliminação da oncocercose.
Em maio de 1977, ele se tornou o diretor dos Centros de Controle e Prevenção de Doenças dos Estados Unidos, onde serviu até 1983.